# Râul Valea lui Lalu
Râul Valea lui Lalu este un curs de apă, afluent al râului Câlnău. 